# Джарасандга
Джараса́ндга (санскр. जरासंध) — герой давньоіндійського епосу «Магабгарата» й Пуран, великий та могутній правитель Маґадги, син ведійського царя Бріхадратги. Зазвичай розглядається як негативний герой, в основному, через свою ворожнечу з кланом Ядавів.У нього була сестра Шаширекха або Бріхадратаканья 

## Народження
Батько Джарасандги, Бріхадратха, був правителем Маґадги. Він був одружений з двома царівнами-близнятами з Каші. Брігадратга тривалий час не міг мати дітей, тому він пішов до лісу, де слугував святому мудрецю на ім'я Чандакаушика. Зрештою ріші зглянувся на Брігадратгу та дав йому освячений фрукт для дружини, після чого вона мала завагітніти. Не бажаючи образити одну зі своїх дружин, Брігадратга розрізав фрукт навпіл. Невдовзі дружини завагітніли й народили йому по половині дитини. Побачивши дві половинки тіла немовляти Брігадратга жахнувся й наказав викинути їх у лісі за містом. Ракшас на ім'я Джара підібрала їх та з'єднала дві половини тіла. Вони одразу ж зрослись і світ побачило немовля, яке почало голосно волати. Не наважившись убити немовля, демонка віддала його назад царю Бріхадратсі, розповівши про те, що сталось. Тоді батько назвав дитину Джарасандгою. Того часу до двору прибув ріші Чандакаушика. Він напророкував, що Джарасандга буде сильним і могутнім, і прославиться як великий відданий Шиви.

## Життєпис
Після того, як Джарасандга виріс та успадкував престол від свого батька, він значно розширив імперію та став могутнім правителем. Він здобув перемогу над багатьма сусідніми царями та був коронований імператором Маґадги. Однак Джарасандга не мав дітей чоловічої статі. На пораду свого близького друга царя Банасури, Джарасандга видав двох своїх дочок (Ашті й Прапті) заміж за царевича Матгури Камса. Невдовзі Джарасандга допоміг останньому здійснити у Матгурі державний переворот, відрядивши йому на допомогу свою армію та підтримавши своїми порадами. В результаті правитель Матгури Уграсена опинився у в'язниці, а на престол здійнявся Камс.
Після того, як Камс був убитий Крішною, Джарасандга, ставши свідком горя своїх вдових дочок, зненавидів Крішну та присягнув убити його. Джарасандга атакував Матгуру 18 разів. Після вісімнадцятої за ліком атаки Крішна переконав Уграсену та свого батька, царевича Васудеву, залишити землі Матгури й заснувати нове царство у Двараці, подалі від Джарасандги.

## Смерть
У «Сабгапарві» (друга книга «Магабгарати») йдеться про те, що Джарасандга був наймогутнішим царем своєї доби і тримав багатьох інших правителів у полоні. Коли Юдхіштхіра мав намір здійснити жертвопринесення раджасуя, могутність Джарасандги стала перепоною для нього. Тоді Крішна у супроводі Бгіми й Арджуни вирушив до столиці Джарасандги з наміром убити його. Джарасандга прийняв виклик та упродовж 13 днів і ночей бився з Бгімою. На чотирнадцяту добу Бгіма зміг взяти гору й убив противника голими руками (Джарасандга міг бути убитим лише таким способом). Після смерті Джарасандги 86 царів, які перебували у нього в полоні, здобули свободу та стали васалами Юдгіштгіри. Сина убитого Джарасандги на ім'я Сагадева Крішна призначив правителем Маґадги.